# アルナルドゥス・デ・ビラ・ノバ
アルナルドゥス・デ・ビラ・ノバ（ラテン語: Arnaldus de Villa Nova、アルナルドゥス・デ・ウィラノウァとも）またはアルナウ・ダ・ビラノバ（カタルーニャ語: Arnau de Vilanovaまたはアルノー・ド・ビルヌーブ（フランス語: Arnaud de Villeneuve; フランス語: Arnaud de Ville-Neuve、1235年頃 – 1313年頃）は、医師・薬剤師。Arnaldus Villanovanus、Arnaldus de Villanuevaなどと表記されることもある。かつては錬金術師や占星術師でもあるとされてきた。アルナルドゥスはラモン・リュイ（ライムンドゥス・ルルス）とともに、薬草をスピリッツとともに蒸留して作るリキュールの祖といわれる。

## 経歴

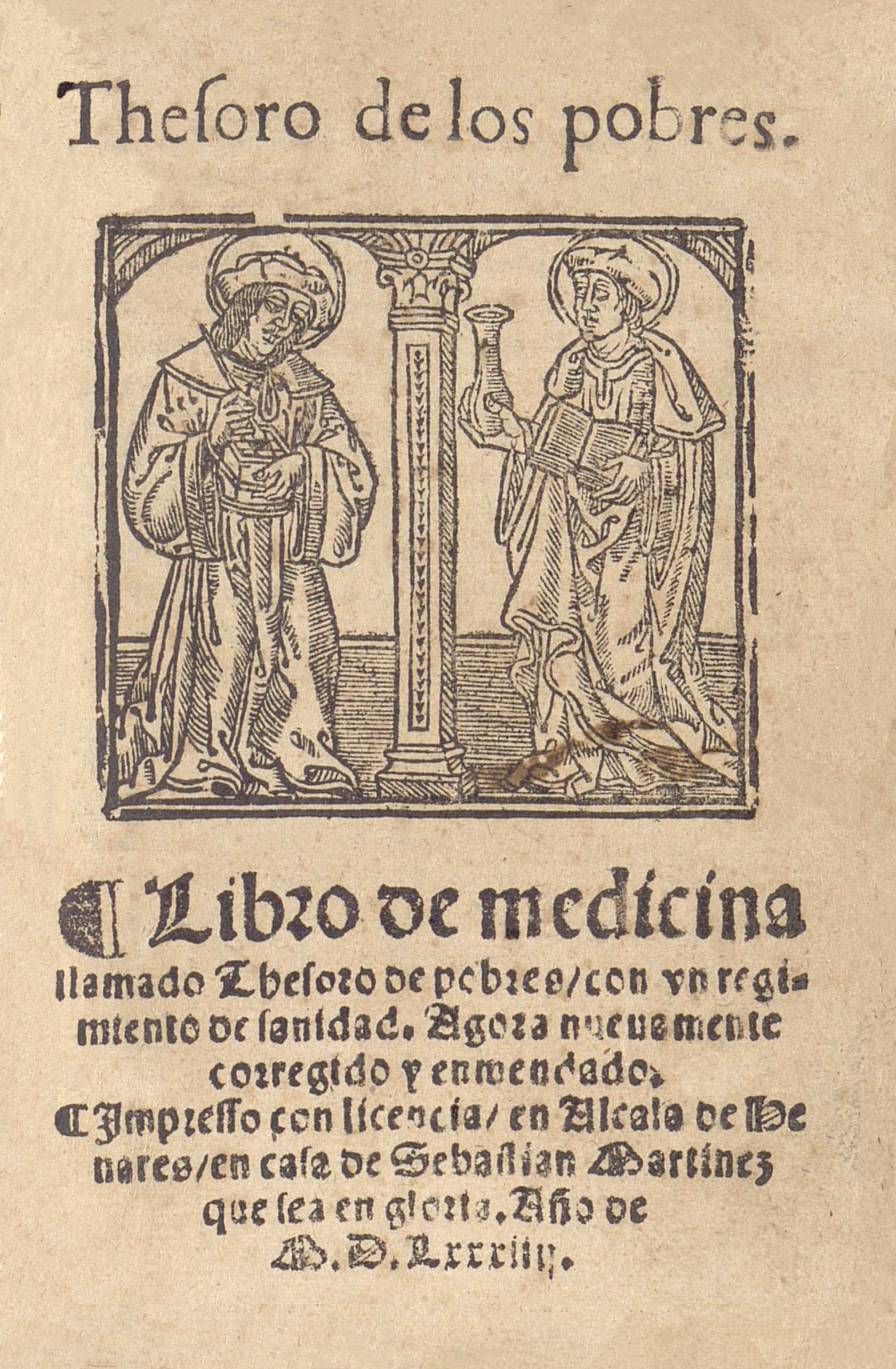
Thesoro de los pobres (1584).

アルナルドゥスの出生地と生年月日は議論の対象となっている。彼がモンペリエ近くのヴィルヌーヴ＝レ＝マグローヌで生まれたとする歴史学者がいるが、アラゴン＝カタルーニャ連合王国のバレンシア王国、カタルーニャ地方、ラングドック地方、プロヴァンス地方にも同名の町が存在するため、この説を疑わしいとする研究者もいる。出生地はビジャヌエバ・デ・ヒロカやバレンシアであるとする説もある。
1260年までモンペリエで医学を学んだ。アルナルドゥスは医学を学ぶと同時に、神学の講義も聴講している。医師または大使としてフランス、カタルーニャ地方、イタリアを放浪した。1281年までアラゴン＝カタルーニャ王国の君主の主治医を務めた。1285年にアラゴン王ペドロ3世が死去すると、バルセロナを去ってモンペリエに向かった。
フィオーレのヨアキムの影響を受け、アルナルドゥスは1288年の『De adventu Antichristi』 で、「1378年に世界が終末を迎え、反キリスト者が出現するだろう」と主張した。1291年から1299年までは医学校の校長を務めた。アルナルドゥスの医師としての名声は計り知れず、患者には3人のローマ教皇と3人の国王がいた。1300年頃にはリトマスが染料となることを発見した。
長年に渡ってモンペリエの医学校で教えた後には、パリに出て評判となったが、聖職者から反感を持たれた。1299年にはパリ大学によって異端説を流布した廉で非難され、教会改革を行う思想が理由で投獄された。アルナルドゥスが痛みを伴う病気を治療していたローマ教皇ボニファティウス8世によって救われたが、1309年にはローマ教皇ベネディクト11世の下で再びパリで投獄された。パリ大学はアルナルドゥスの哲学的作品の焼却を命じている。
1311年にはローマ教皇クレメンス5世の治療の治療のためにアヴィニョンに招かれたが、航海中に船がジェノヴァ沖で難破したことで死去した。

## 評価

アルナルドゥスの『Opere』

カタルーニャ語圏ではカタルーニャ語名のアルナウ・ダ・ビラノバとして知られる。アルナルドゥスが大半の作品をカタルーニャ語で書いたことは確かである。アルナルドゥスは医師、神学者、錬金術師として大きな名声を得ていた。ラテン語、ギリシア語、アラビア語、ヘブライ語などを自在に扱うことができた。哲学者で著述家のラモン・リュイ（ライムンドゥス・ルルス）とも交流があった。
アルナルドゥスはイブン・スィーナー（アヴィセンナ）、アブ・アル＝サルト、コスタ・ベン・ルカ、ガレノスら、イスラーム世界の医学界で影響力のあった数々の医学書をアラビア語からラテン語に翻訳した。かつては錬金術に関する著作も数多く執筆したとされ、『Rosarius Philosophorum』（哲学者たちの薔薇）、『Novum Lumen』、『Flos Florum』などがアルナルドゥスの著書とされることもあるが、これは疑わしいとされる。1504年と1532年に、Symphorianus Campegiusによる評伝とともに著作集がリヨンで出版され、1585年にバーゼル、1603年にフランクフルト・アム・マイン、1686年にもリヨンで出版された。
アルナルドゥスは『Speculum medicinae』、『Regimen sanitatis ad regem Aragonum』、『医学の箴言』(Parabolae medicationis)などの重要な医学作品の著者としても名声を得たが、『医学要覧』(Breviarium practicae)などの作品は誤って彼の作品であるとされていた。また、アルナルドゥスはキリスト教改革のためにラテン語とカタルーニャ語で多くの神学的作品を執筆しており、それらの中には大異変予言も含まれる。